# Puntos de vista religiosos sobre la verdad
Los puntos de vista religiosos sobre la verdad varían tanto entre las diferentes religiones como dentro de cada una de ellas. El concepto más universal de la religión que se cumple en todos los casos es la naturaleza inseparable de la verdad y las creencias religiosas. Cada religión se ve a sí misma como el único camino hacia la verdad. La verdad religiosa, por lo tanto, nunca es relativa, sino siempre absoluta.
Según una edición en línea del An American Dictionary of the English Language, la palabra «Verdad» se utiliza con mayor frecuencia para referirse a la concordancia con los hechos o la realidad, o la fidelidad a un original o una norma.

## Religiones abrahámicas

### Cristianismo

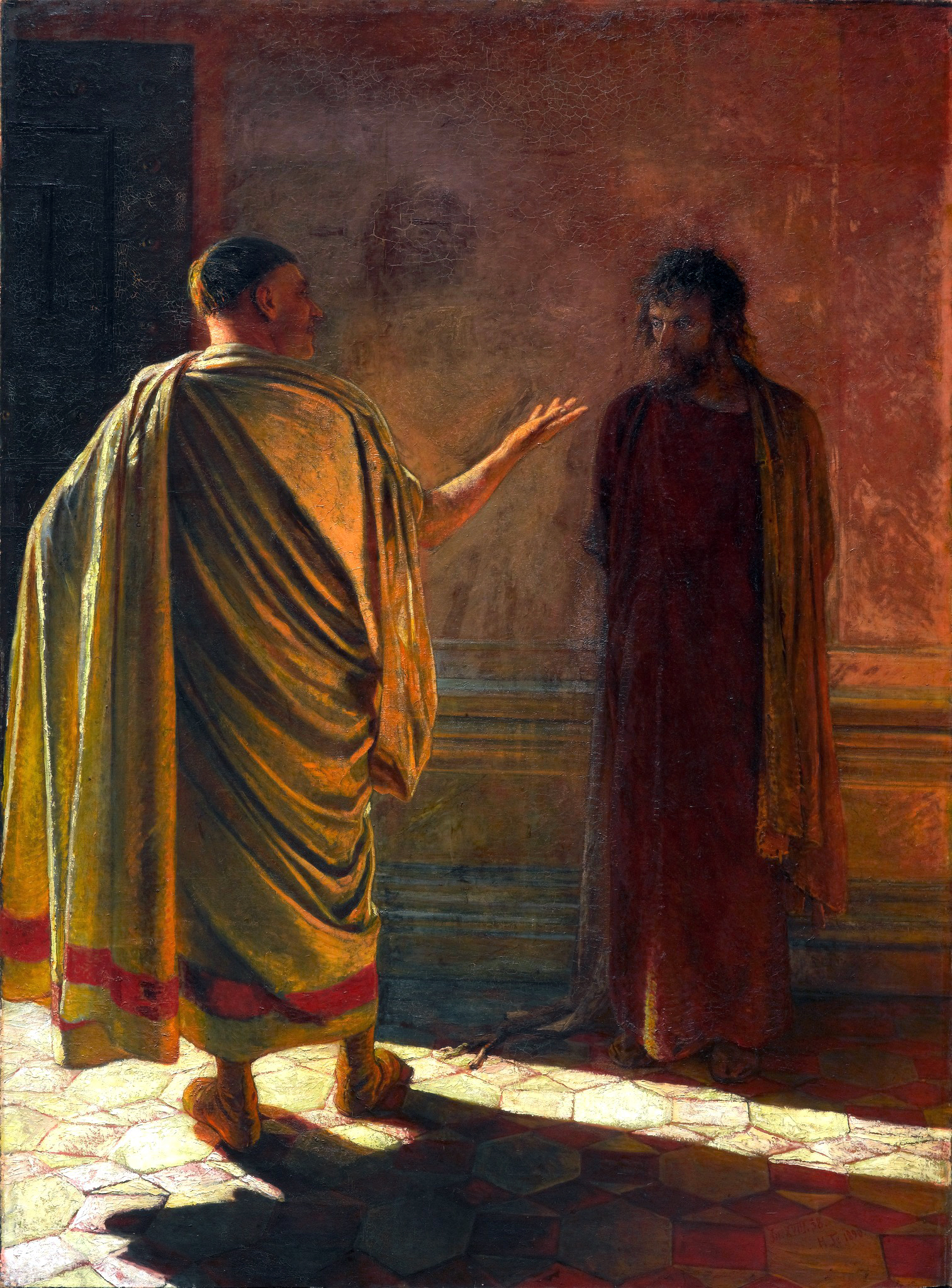
«¿Qué es la verdad?», de Nikolai Ge, que representa el relato del Nuevo Testamento sobre la pregunta que Pilato le hizo a Jesús.

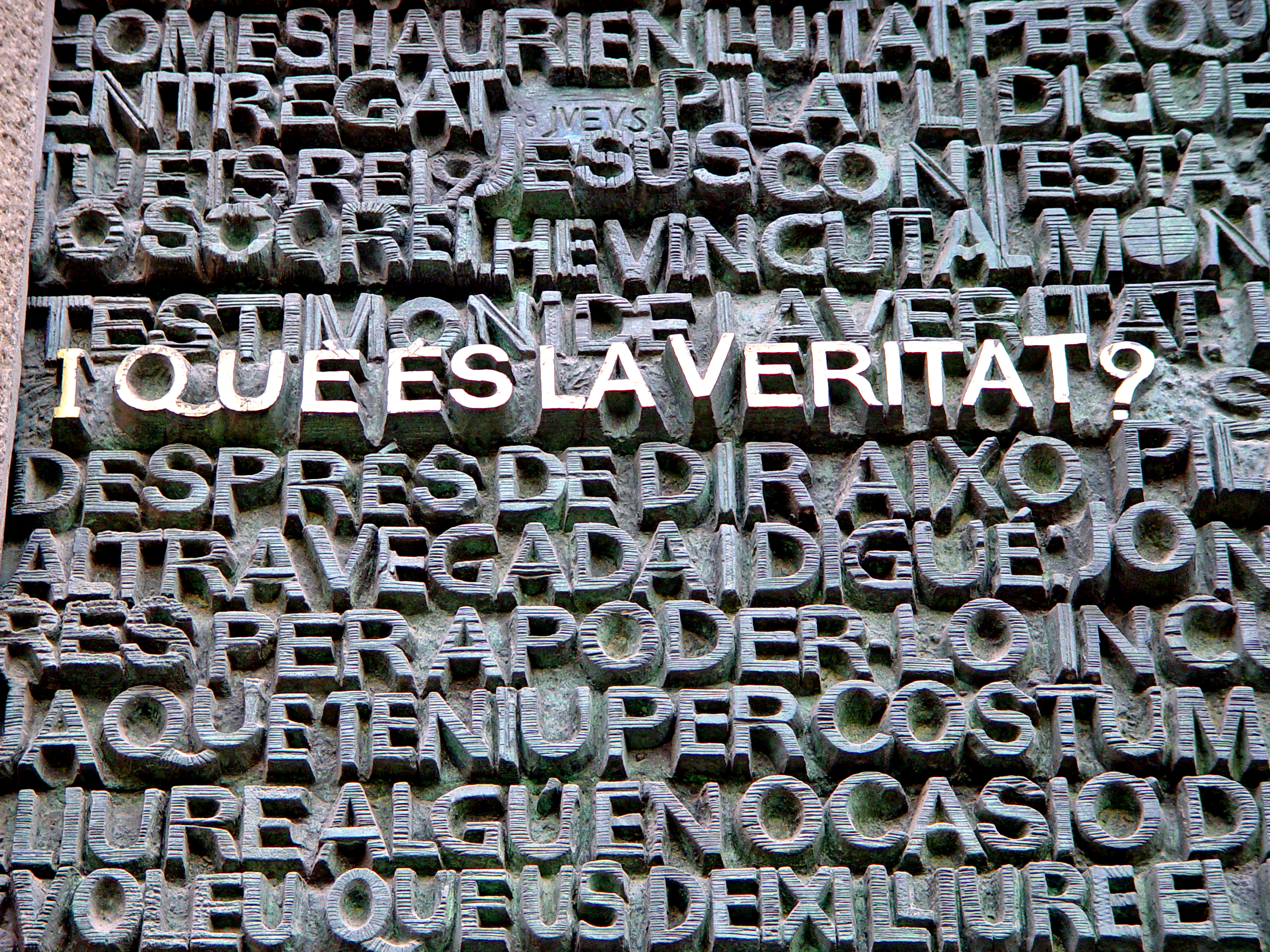
«¿Qué es la verdad?» de Poncio Pilato: inscripción estilizada a la entrada de la Sagrada Familia de Antoni Gaudí (Barcelona).

El filósofo cristiano William Lane Craig señala que la Biblia suele utilizar las palabras «verdadero» o «verdad» en un sentido no filosófico para indicar cualidades como la fidelidad, la rectitud moral y la realidad. Sin embargo, a veces utiliza la palabra en el sentido filosófico de veracidad.
Algunos cristianos creen que otras autoridades son fuentes de verdad doctrinal. Los católicos creen que el papa es infalible cuando se pronuncia sobre cuestiones concretas y bastante específicas de la doctrina de la Iglesia cristiana. El día en que fue crucificado, Jesús dijo: «Para esto he nacido y para esto he venido al mundo, para dar testimonio de la verdad. Todo el que es de la verdad escucha mi voz». Juan 18:37. Pilato, que no conocía a Jesús, dijo con infamia: «¿Qué es la verdad?». Juan 18:38. Por lo tanto, el cristiano moderno debe resolver las contradicciones y determinar qué quedó obsoleto y qué fue reconciliado por el ministerio de Jesús. Saber que Dios es «amor» y «espíritu» (palabras utilizadas por Jesús) puede parecer contrario a muchas imágenes brutales del Señor del Antiguo Testamento, pero es esencial para el discernimiento y la instrucción.
En la Ciencia Cristiana (no reconocida como organización cristiana por la mayoría de las iglesias tradicionales), la Verdad es Dios. 

#### El Magisterio de la Iglesia
El magisterio de la Iglesia católica es la autoridad o el oficio de la Iglesia para establecer enseñanzas. Esa autoridad recae exclusivamente en el Papa y los obispos, bajo la premisa de que están en comunión con las enseñanzas correctas y verdaderas de la fe que se muestran en el Catecismo de la Iglesia Católica. La Sagrada Escritura y la Sagrada Tradición «constituyen un único depósito sagrado de la Palabra de Dios, confiado a la Iglesia», y el magisterio no es independiente de este, ya que «todo lo que propone para la fe como divinamente revelado deriva de este único depósito de la fe».

#### Inerrancia bíblica
La inerrancia bíblica, tal y como se formula en la «Declaración de Chicago sobre la inerrancia bíblica», es la doctrina según la cual la Biblia protestante «no contiene error ni falta alguna en todas sus enseñanzas»; o, al menos, que «las Escrituras en los manuscritos originales no afirman nada que sea contrario a los hechos». Se han aplicado diversas interpretaciones, dependiendo de la tradición. Según algunas interpretaciones de la doctrina, «toda» la Biblia está libre de errores, es decir, debe tomarse como verdadera, independientemente del tema que trate. Otras interpretaciones sostienen que la Biblia es siempre verdadera en cuestiones importantes de fe, mientras que otras interpretaciones sostienen que la Biblia es verdadera, pero debe interpretarse específicamente en el contexto del lenguaje, la cultura y la época en que se escribieron los pasajes pertinentes.

### Judaísmo
No existe un acuerdo unánime entre las diferentes denominaciones del judaísmo con respecto a la verdad. En el judaísmo ortodoxo, la verdad es la palabra revelada de Dios, tal y como se encuentra en la Biblia hebrea y, en menor medida, en las palabras de los sabios del Talmud. Para los judíos jasídicos, la verdad también se encuentra en las declaraciones de su rebe, o líder espiritual, que se cree que posee inspiración divina. Kotzk, una secta jasídica polaca, era conocida por su obsesión con la verdad.
En el judaísmo conservador, la verdad no se define de forma tan literal como entre los ortodoxos. Aunque el judaísmo conservador reconoce la verdad del Tanaj, en general, no concede ese estatus a todas y cada una de las afirmaciones o palabras que contiene, como hacen los ortodoxos. Además, a diferencia del judaísmo ortodoxo, el judaísmo conservador cree que la naturaleza de la verdad puede variar de una generación a otra, dependiendo de las circunstancias. Por ejemplo, con respecto a la «halajá», o ley judía, el judaísmo conservador cree que puede modificarse o adaptarse en función de las necesidades del pueblo. En el judaísmo ortodoxo, por el contrario, la halajá es fija (establecida por los sabios del Talmud y autoridades posteriores); por lo tanto, la tarea actual es interpretar la halajá, pero no cambiarla.
El judaísmo reformista adopta un enfoque mucho más liberal de la verdad. No sostiene que la verdad se encuentre únicamente en el Tanaj, sino que hay semillas de verdad en prácticamente todas las tradiciones religiosas. Además, su actitud hacia el Tanaj es, en el mejor de los casos, la de un documento cuyas partes pueden haber sido inspiradas, pero sin ningún monopolio particular sobre la verdad ni carácter legalmente vinculante.

### Islam
La honestidad y la veracidad son conceptos muy importantes en la ley islámica. Se ordena a los musulmanes que sean honestos en sus relaciones con los demás y también consigo mismos. La honestidad implica no mentir ni engañar a los demás, dar a los demás lo que les corresponde incluso cuando no se les pide, dar opiniones objetivas incluso cuando son en contra de uno mismo y no obtener propiedades o dinero mediante el fraude. Los musulmanes también deben cumplir sus promesas.
Otro concepto importante es la creencia de que la verdad reside en el propio islam, como la única religión verdadera y la respuesta definitiva a todas las cuestiones morales. Los musulmanes creen que no hay falsedad ni contradicciones en el islam porque «la falsedad o la contradicción en un aspecto de la religión demuestra la falsedad de la religión en su conjunto, ya que entonces dudaríamos de la integridad de sus textos».